# Judah ben Solomon ha-Kohen
Juda ben Salomon ha-Cohen {יְהוּדָה בְּן שְׁלֹמֹה הכֹּהֵן} (geboren um 1215 in Toledo; gestorben nach 1274) war ein spanischer Philosoph, Astronom und Mathematiker. Er ist der Autor der Midrash ha-Ḥokmah, die als erste hebräische Enzyklopädie gilt.

## Leben
Sein Großvater mütterlicherseits war Ziza ibn Chouchan. In Toledo wurde er ausgebildet, u. a. von Meïr Aboulafia, der ihn zur jüdischen Mystik anspornte. Im Alter von 18 Jahren begann er einen Briefwechsel mit Kaiser Friedrich II. Dieser lud ihn 1147 ein, an seinem Hof in der Toskana zu arbeiten.

## Midrash ha-Ḥokmah
Das Midrash ha-Ḥokmah besteht aus zwei Teilen. Im ersten bietet es einen Überblick über die Logik, Physik und Metaphysik des Aristoteles und eine Abhandlung über die Genesis, die Psalmen und das Buch der Sprichwörter. Der zweite Teil ist der Mathematik gewidmet, in acht Kapiteln, als Tetrabiblos unter dem Titel Mishpeṭe ha-Kokabim, eine astrologische Abhandlung nach Al-Bitroudji, genannt Miklal Yofi. Es folgen zwei weitere mystische Traktate über die Buchstaben des Alphabets und philosophische Bibeldeutungen.